# Cebui virágjáró
A cebui virágjáró (Dicaeum quadricolor) a madarak osztályának verébalakúak (Passeriformes) rendjébe és a virágjárófélék (Dicaeidae) családjába tartozó faj.

## Rendszerezése
A fajt Arthur Hay Tweeddale 9. márkija, skót katona és ornitológus írta le 1877-ben, a Prionochilus nembe Prionochilus quadricolor néven.

## Előfordulása
A Fülöp-szigetekhez tartozó, Cebu szigetén honos. Természetes élőhelyei a szubtrópusi és trópusi síkvidéki esőerdők. Állandó, nem vonuló faj.

## Megjelenése
Testhossza 9 centiméter.

## Életmódja
Gyümölcsökkel, nektárral és pollenekkel táplálkozik.

## Természetvédelmi helyzete
Az elterjedési területe nagyon kicsi és súlyosan széttöredezett a katasztrofális erdőirtások miatt, egyedszáma 70 példány alatti és csökken. A Természetvédelmi Világszövetség Vörös listáján súlyosan veszélyeztetett fajként szerepel.